# آرامگاه درب شیخ
مقبره درب شیخ مربوط به دوران‌های تاریخی پس از اسلام است و در نهاوند، محله درب شیخ واقع شده و این اثر در تاریخ ۲۵ اسفند ۱۳۸۰ با شمارهٔ ثبت ۵۰۳۸ به‌عنوان یکی از آثار ملی ایران به ثبت رسیده است.